# Segerstråle
Segerstråle är en utslocknad svensk och fortlevande  finländsk adelsätt. Företrädare för den finländska ätten bosatta i Sverige är uppförda som svensk ointroducerad adel.

## Historik
Carl Fredrik Iflander, född 1734 i Tävelsås socken i Småland, adlades 1773 med namnet Segerstråle och introducerades 1776 på Riddarhuset under nummer 2100. Han var då stabskapten vid Nylands regemente och även efter militärt avsked bosatt i Finland. Han immatrikulerades 1818 på Riddarhuset i Finland under nummer 156 bland adelsmän.
Carl Fredrik Segerstråle överlevde sin ogifte son och slöt 1825 själv på svärdssidan sin svenska ätt. Han hade emellertid fått kejserligt tillstånd att på sin adliga ätts namn och nummer adoptera sin frus systerdotters man majoren, senare kronofogden Abraham Nohrström. Från denne härstammar den fortlevande finländska ätten.
Enligt Skatteverket var den 31 december 2023 11 personer folkbokförda i Sverige med namnet Segerstråle. I Finland var 2023 33 personer registrerade med namnet.

## Personer med efternamnet Segerstråle
- Carl-Georg Segerstråle (1900–1988), svensk jurist
- Hanna Frosterus-Segerstråle (1867–1946), finländsk målare och författare
- Hans Segerstråle (1913–1979), svensk militär och företagsledare
- Lennart Segerstråle (1892–1975), finländsk målare och grafiker
- Martin Segerstråle (född 1984), finländsk pianist, dirigent och kompositör
- Nils Segerstråle (1893–1979), svensk militär och företagsledare
- Solveig von Schoultz, född Segerstråle (1907–1996), finländsk författare
- Sven Segerstråle (1899–1994), finländsk marinbiolog
- Torsten Segerstråle (1889–1946), svensk militär och företagsledare
- Ulf Segerstråle (1916–1944), finländsk officer och konstnär